# ألكس ألكسندر (سباح)
ألكس ألكسندر (بالإنجليزية: Alex Alexander) (16 أبريل 1945م – ) هو سباح، من أستراليا، مثّل بلاده في الألعاب الأولمبية الصيفية 1964.

## وصلات خارجية
- ألكس ألكسندر على موقع أوليمبيديا (الإنجليزية)
- ألكس ألكسندر على موقع اتحاد ألعاب الكومنولث (مؤرشف) (الإنجليزية)